# Pueblo Nuevo de Pelados
Pueblo Nuevo de Pelados es un caserío peruano ubicado en el distrito de Lancones, perteneciente a la provincia de Sullana del departamento de Piura, al norte del Perú. 

## Ubicación
Pueblo Nuevo de Pelados se ubica al noreste de la provincia de Sullana, en el distrito de Lancones, en el departamento de Piura. 

## Demografía
En 2017 Pueblo Nuevo de Pelados tenía una población de 216 habitantes.
| Gráfica de evolución demográfica de Pueblo Nuevo de Pelados entre 1993 y 2017 |
|                                                                               |
| Fuentes: Población 1993 y 2017                                                |